# Kali- und Steinsalzwerk Bartensleben
Das Kali- und Steinsalzwerk Bartensleben ist ein ehemaliges Bergwerk mit angegliederter Fabrikanlage zur Produktion von Kalidüngesalzen und zur Gewinnung von Industrie- und Speisesalz in Morsleben und Beendorf, Landkreis Börde in Sachsen-Anhalt. Aus der Gründerschachtanlage Marie (oder Burbach) ging der spätere Burbach-Konzern hervor. Unmittelbar vor und während des Zweiten Weltkrieges existierte eine unterirdische Rüstungsfabrikation.
Heute besteht in den Grubenräumen das Endlager für Radioaktive Abfälle Morsleben (ERAM).

## Geologie

### Die Entstehung des Salzstocks im oberen Allertal
Der Salzstock des oberen Allertales ist eine von etwa 200 bekannten Lagerstätten dieser Art in Norddeutschland. Die Salzschichten, aus denen dieser entstand, bildeten sich zur Zeit des Zechsteins vor rund 260 Millionen Jahren, als Meerwasser in einem flachen Becken verdunstete. Dieser Vorgang wiederholte sich mehrere Male, so dass durch Übersättigungs- und Fällungsprozesse verschiedene Wechsellagen von Steinsalz, Kalisalzen und Anhydrit entstanden. Später wurden die Salzschichten durch weitere Ablagerungen überdeckt und liegen heute in etwa 3000 m Teufe. In einer Schwächezone zwischen zwei Gebirgsschollen haben die Salze die Hangendschichten des Buntsandsteins durchstoßen (→ Halokinese). Das Salz im oberen Teil des Salzstockes wurde durch das Grundwasser gelöst und fortgeschwemmt. Zurück blieben schwerlöslicher Anhydrit und Ton. Diese bildeten den sogenannten Gipshut über der eigentlichen Salzlagerstätte.

### Geographische Lage und Ausdehnung
Der Salzstock des oberen Allertals erstreckt sich entlang des Urstromtales der Aller etwa 10 km östlich von Helmstedt in südöstlich-nordwestlicher Richtung über eine Länge von etwa 40 bis 50 km von Eilsleben in Sachsen-Anhalt bis nach Grasleben in Niedersachsen. Die Breite beträgt im Mittel 2 km. Die westliche Begrenzung bildet der Lappwald. Es wird angenommen, dass der Salzstock von Rothenfelde die Fortsetzung eines Zechsteinsattels bildet, zu dem auch der Salzstock des oberen Allertals gehört.

### Mineralogie
Das Deckgebirge über dem Salzstock wird aus Tonschichten des Pleistozän gebildet. Der Salzspiegel liegt in etwa 300 Meter Teufe. Der Salzstock besteht hauptsächlich aus Steinsalz mit Anhydrit- und Kalisalz-Einlagerungen, die aus Sylvin, Sylvinit, Hartsalzen oder Carnallit bestehen können. Die Salzlagerstätte ist tektonisch sehr stark gefaltet.

## Geschichte und Technik

### Aufschlussgeschichte
Die Entstehung des Kali- und Steinsalzwerkes Bartensleben geht auf den Kaufmann Gerhard Korte zurück. Korte gründete 1889 die Bohrgesellschaft Gott mit uns, um zwischen Weferlingen und Eilsleben nach Kalisalzen zu suchen. Nachdem die Probebohrungen bei Walbeck und Beendorf von Erfolg gekrönt waren, kaufte Korte die stillgelegte, 1000-teilige Gewerkschaft Burbach im Siegerland, um sie nach Beendorf zu verlegen. Dieses war ein juristischer Trick, um den preußischen Staatsvorbehalt zu umgehen.

### Schachtanlage Marie

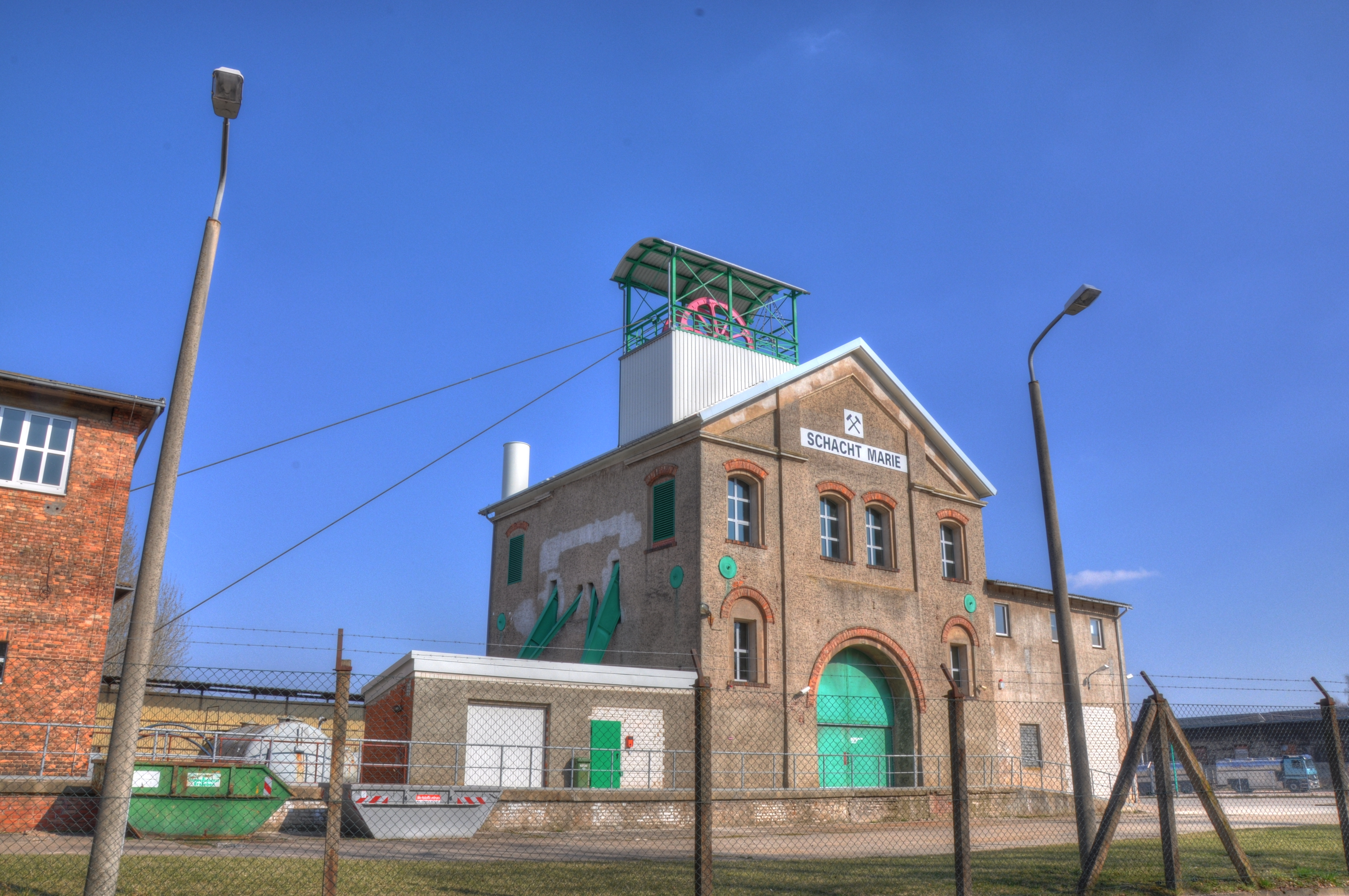
Schacht Marie

Von 1897 bis 1899 brachte die Gewerkschaft Burbach einen Schacht nieder, den Korte nach seiner Frau Marie nannte. Das tonhaltige Deckgebirge wurde dabei ohne Schwierigkeiten mit Wasserzuflüssen durchteuft und bei etwa 300 Meter Teufe das Salzgebirge angefahren. Der Schacht Marie hatte eine Endteufe von 520 Metern bei einem Durchmesser von 5,25 Metern. Er wurde mit einem zweieinhalb Steine starken Klinkermauerwerk ausgebaut, auf den sonst bei Kalischächten üblichen wasserdichten Tübbingausbau konnte verzichtet werden. Füllörter wurden bei 310 und 360 Meter Teufe angelegt. Über Tage entstanden Kessel- und Maschinenhäuser, ein stählernes Fördergerüst sowie die heute noch erhaltene Schachthalle.
Bereits am 31. August 1898 wurde mit dem planmäßigen Kaliabbau begonnen. Die Verarbeitung der Rohsalze erfolgte bis 1902 in einer gepachteten Fabrikanlage in Schönebeck (Elbe), als eine eigene Fabrik in Beendorf fertiggestellt wurde. Zur Entsorgung der Endlaugen wurde eine Verbundleitung bis zur Elbe gebaut, an die sich später auch die Nachbarwerke Ummendorf-Eilsleben, Walbeck (Gerhard) und Braunschweig-Lüneburg anschlossen. Im Jahr 1900 trat die Gewerkschaft Burbach dem Deutschen Kalisyndikat bei. Die Absatzquote betrug 1905 34,59 Tausendstel. Durch den explosionsartigen Anstieg der fördernden Kalischachtanlagen im Deutschen Reich betrug die Beteiligung am Syndikat 1910 nur noch 14,76 Tausendstel.
Nach der Fertigstellung des Schachtes Bartensleben 1912 diente Marie nur noch als Flucht- und Wetterschacht. Ab 1937 wurde die Schachtanlage an die Luftwaffe zur Produktion und Einlagerung von Flakmunition verpachtet. Für die Nutzung als U-Verlagerung Bulldogge ab 1944 erhielt Schacht Marie anstatt der bisherigen Dampffördermaschine eine neue elektrische Befahrungseinrichtung mit einem niedrigeren Fördergerüst, die heute noch benutzt wird.
Von 1959 bis 1984 wurde in den ehemaligen Abbaukammern in der Nähe des Schachtes Marie eine untertägige Hühnermast betrieben. Durch gezieltes Ein- und Ausschalten der Beleuchtung wurde dem Geflügel ein um eine Stunde kürzerer Tag vorgetäuscht, wodurch die Tiere schneller wuchsen.
Anschließend wurden von 1987 bis 1996 6445 Tonnen giftige, cyanidhaltige Härtereisalze untertägig eingelagert. Wegen des Zusammenlagerungsverbotes von Atom- und herkömmlichen Sondermüll nach bundesdeutschem Recht wurden diese Abfälle nach 1990 rückgeholt und zur Untertagedeponie Herfa-Neurode verbracht.
Heute gehört die Schachtanlage Marie zum Endlager Morsleben.

#### Technische Daten der Trommelfördermaschine
| Baujahr:               | 1944, umgebaut 2002            |
| Trommeldurchmesser:    | 6000 mm                        |
| Seildurchmesser:       | 44 mm                          |
| Seillänge:             | 550 m                          |
| Nutzlast:              | 4000 kg, 2-etagige Förderkörbe |
| Fördergeschwindigkeit: | 4 m/s                          |
| Antriebsleistung:      | 770 kW, seit 2002 376 kW       |

### Schachtanlage Bartensleben

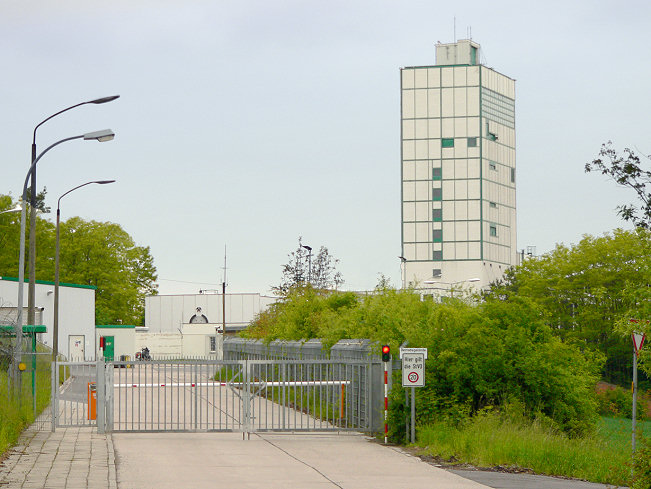
Schachtanlage Bartensleben, heutiges Aussehen (2006)

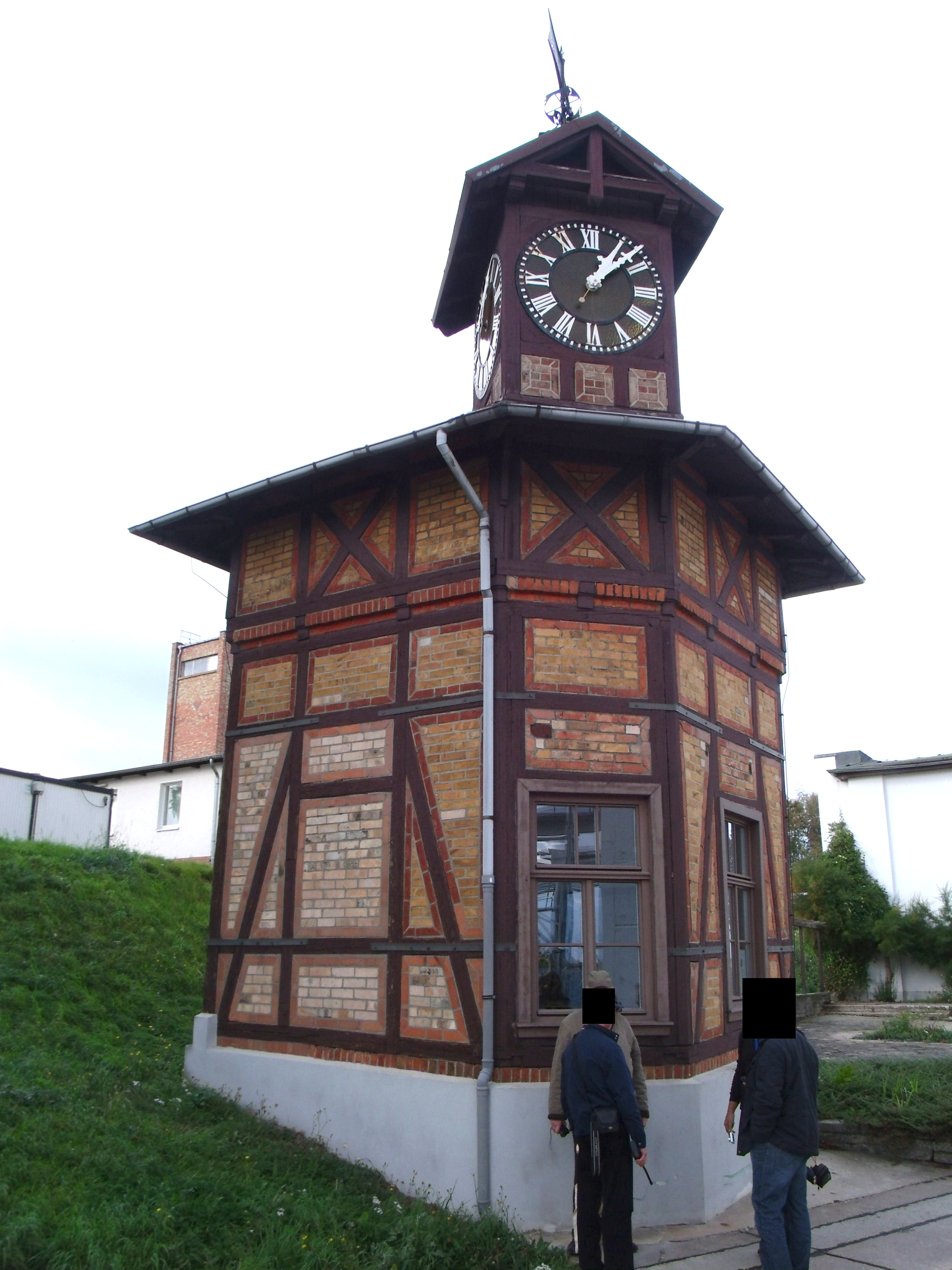
Pförtnerhäuschen aus der Kalibergbauzeit auf dem ERAM-Gelände

Nach preußischem Bergrecht wurde für jedes Bergwerk ein zweiter befahrbarer Ausgang gefordert. Obwohl in geringer Entfernung zum Schacht Marie in Walbeck bereits ein weiterer Kalischacht der Gewerkschaft Burbach bestand, wurden Teile des Grubenfeldes Burbach abgetreten und daraus die Gewerkschaft Bartensleben gegründet. Der Schacht wurde von 1910 bis 1912 1600 Meter südsüdöstlich von der Schachtanlage Burbach in der Gemarkung Morsleben bis auf 522 Meter Teufe niedergebracht. Wie auch der Schacht Marie erhielt er eine Ziegelsteinausmauerung.
Ab 1912 wurde mit dem Abbau von Kalisalzen im Feld Bartensleben begonnen. Das gewonnene Rohsalz wurde der Fabrikanlage Burbach in der Nähe des Schachtes Marie zugeführt. Bei der Auffahrung der Grubenräume hatte man hochwertige Steinsalze entdeckt, die als Industrie- und Speisesalze geeignet schienen. Wegen der Überproduktion auf dem Kalimarkt und der allgemeinen Wirtschaftskrise am Ende des Ersten Weltkrieges entschloss sich die Burbach-Gruppe, die Kaliproduktion im Werk Burbach einzustellen und Steinsalz über den Schacht Bartensleben zu fördern. Der Steinsalzabbau dauerte mit Unterbrechung durch die militärische Nutzung als U-Verlagerung Iltis bis 1969. Zu DDR-Zeiten wurde das Salz als Sonnensalz aus Bartensleben vertrieben.
Ab 1970 untersuchte die DDR verschiedene Salzbergwerke auf eine Eignung als atomares Endlager. Die Entscheidung fiel zugunsten der Schachtanlage Bartensleben aus. Nach dem von 1974 bis 1978 dauernden Umbau wurde von 1978 bis 1991 sowie von 1994 bis 1998 schwach- und mittelaktiver Abfall eingelagert.

## Heutiger Zustand (2012)

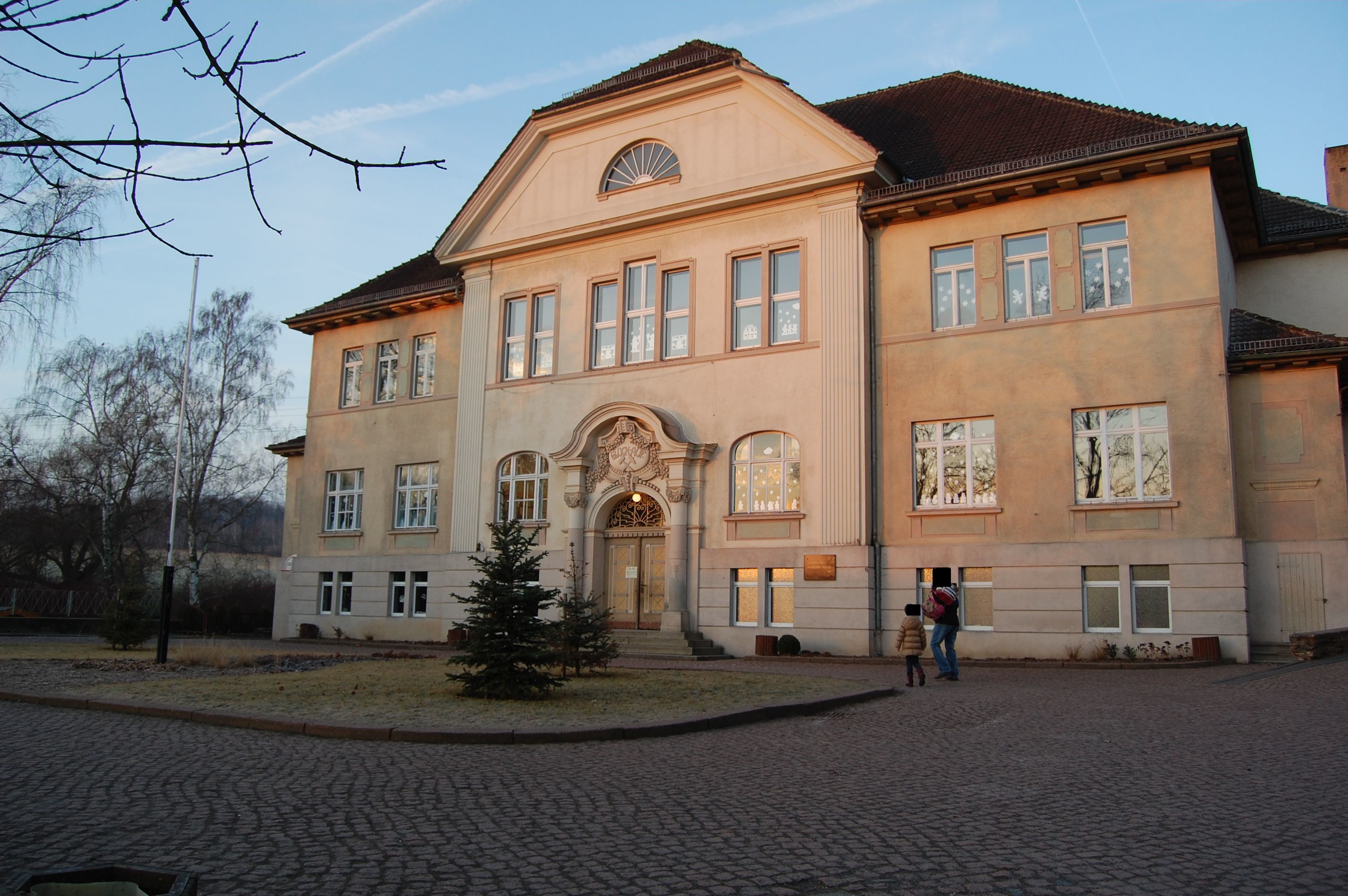
Ehemaliges Verwaltungsgebäude der Gewerkschaft Burbach am Schacht Marie

Das Schachtgelände Marie bzw. Burbach liegt südlich von Beendorf zwischen dem Rundahlsweg im Westen und der Bahnhofsstraße im Osten. Von der ursprünglichen Bebauung von 1897 ist noch die Schachthalle erhalten. Fördergerüst und Fördermaschinenhaus stammen aus der Zeit der U-Verlagerung von 1944. Östlich des Schachts bestehen noch mehrere Lagerhallen.
Auf der anderen Straßenseite, außerhalb des ERAM-Werksgeländes, steht das ehemalige Verwaltungsgebäude, in dem der spätere Burbach-Konzern seinen ersten Sitz hatte.
Die Tagesanlagen der Schachtanlage Bartensleben am Schachtweg, nordwestlich von Morsleben, wurden beim Umbau zum Endlager für dessen Ansprüche vollkommen umgebaut. Vom ursprünglichen Salzbergwerk blieb lediglich das denkmalgeschützte ehemalige Pförtnerhäuschen auf dem ERAM-Gelände erhalten.